# Астраханское суворовское военное училище МВД
Астраханское Суворовское военное училище Министерства внутренних дел Российской Федерации (АСВУ МВД России) — Суворовское военное училище МВД России, расположенное в г. Астрахань. Основано в 2009 году.

## История
Федеральное государственное казенное общеобразовательное учреждение «Астраханское Суворовское военное училище Министерства внутренних дел Российской Федерации» создано в соответствии с распоряжением Правительства Российской Федерации от 30 июля 2009 года № 1071-р и приказом МВД России от 20 августа 2009 года № 646.
Это образовательное учреждение начинает свою историю с момента создания Астраханской специальной средней школы милиции МВД СССР, которая была образована 4 июня 1970 года с целью подготовки специалистов среднего звена для органов внутренних дел. 1 октября 1970 года состоялось официальное открытие Астраханской специальной средней школы милиции МВД СССР.
В 2006 году распоряжением Правительства РФ от 1 февраля 2006 года № 106-р был создан Краснодарский университет МВД России, куда путём слияния вошли Краснодарская Академия МВД России, а также Махачкалинская и Астраханская специальные средние школы милиции. После создания университета Астраханская школа милиции стала обособленным структурным подразделением Краснодарского университета на правах филиала и начала подготовку специалистов по специальностям высшего профессионального образования.
В 2009 году на базе Астраханского филиала Краснодарского университета МВД России и было образовано Астраханское Суворовское военное училище МВД России.

## Деятельность
Основными целями деятельности Училища являются:
1) Осуществление образовательной деятельности по образовательным программам основного общего и (или) среднего общего образования, интегрированным с дополнительными общеразвивающими программами, имеющими целью подготовку несовершеннолетних обучающихся к службе в органах внутренних дел.
2) Подготовка обучающихся к службе в органах внутренних дел и поступлению на обучение в образовательные организации системы МВД России.
3) Становление и формирование личности обучающихся (формирование нравственных убеждений, эстетического вкуса и здорового образа жизни, высокой культуры межличностного и межэтнического общения, овладение основами наук, государственным языком Российской Федерации, навыками умственного и физического труда, развитие склонностей, интересов, способности к социальному самоопределению).
4) Развитие у обучающихся творческих способностей и интереса к познанию, формирование навыков самостоятельной учебной деятельности на основе индивидуализации и профессиональной ориентации содержания среднего общего образования, подготовка обучающихся к жизни в обществе, самостоятельному жизненному выбору, продолжению образования и началу профессиональной деятельности.
```
Предметом деятельности Училища являются:
```

1) Подготовка обучающихся к поступлению в образовательные организации системы МВД России.
2) Обеспечение интеллектуального, культурного, нравственного и физического развития обучающихся, получения ими среднего общего образования.
3) Получение обучающимися начальных знаний и навыков, необходимых для продолжения обучения в образовательных организациях системы МВД России и замещения в них, как правило, должностей младшего начальствующего состава.
4) Воспитание у обучающихся чувства патриотизма, готовности к защите Отечества.
5) Формирование и развитие у обучающихся сознания общественного и воинского долга, дисциплинированности, добросовестного отношения к учебе, стремления к овладению будущей специальностью, уважения к службе в органах внутренних дел.
6) Развитие у обучающихся высоких морально-психологических, деловых и организаторских качеств, физической выносливости и стойкости.
Ежегодно количество мест для набора суворовцев  по каждому субъекту Российской Федерации отдельно определяется Распоряжением МВД России. 
Информацию о наборах публикует сайт ДГСК МВД России.

### Начальники училища
- C 2009 года по 2015 год - полковник внутренней службы Буряков, Сергей Константинович.
- С июля 2015 года - полковник внутренней службы Поляков, Алексей Филиппович